# ハバナ・シルク・ドッグ
ハバナ・シルク・ドッグ（英：Havana Silk Dog）とは、アメリカ合衆国及びキューバ原産の愛玩用犬種である。別名はシルク・ハバニーズ（英：Silk Havanese）、オリジン・フォルム・オブ・ハバニーズ。キューバ革命以前にキューバで飼育されていた頃のハバニーズの姿を復元した犬種である。

## 歴史
2006年にアメリカ合衆国で作出された新しい犬種である。ハバニーズの前身はかつて高級貴族に愛されたステータスの高い愛玩犬であったが、キューバや輸出先の国で革命が起こって貴族が没落していくと次々と絶滅し、キューバでも絶滅寸前になってしまった。完全消滅から救うために生き残った犬はアメリカ合衆国へ送られて繁殖されるようになった。
しかし、アメリカへ渡った犬は小型の愛玩犬種やミニチュア・プードルなどと頻繁に異種交配されるようになり、現在ハバニーズと呼ばれる犬が誕生すると前身の犬が持っていた元の姿を失ってしまった。そのため高級貴族に愛玩されていた頃の姿を取り戻そうと考えたブリーダーによってハバナ・シルク・ドッグの作出が開始された。小型化されたことによる健康被害を改善し、コートをもとの絹状の直毛にするため、ハバニーズにマルチーズなどの犬種を掛け合わせて改良が行われた。2008年に犬種として独立できるほどの特徴と個体数を確立したばかりの新種であるが、既に犬種クラブも設立されていて熱心な支持者も得ている。まだまだ珍しい犬種の一つで、アメリカ合衆国とキューバ以外では見られない犬種である。尚、ハバニーズのブリーダーからはまだ犬種として認められておらず、FCI等への申請を行えない状況にある。そのため、ユナイテッドケネルクラブ（UKC）に公認登録の申請を行い、現在そこでは公認が検討されている。

## 特徴
ハバニーズと比べるとマズルは少し長めで、体のサイズも大きい。又、全身を覆うシャギーコート（むく毛）は絹のようにまっすぐでしなやかでつやがある。毛色はピュア・ホワイト（純白）が好まれるが、ミルクやシルバー、ゴールドなどの犬もいる。耳は小さな垂れ耳、尾は巻き尾でこれらにも絹のような飾り毛がある。首はハバニーズよりも僅かに長いが、脚はそれと同じく短い。小型犬サイズで、性格は陽気で優しく、攻撃的な面が無い。子供や他の犬に対しても友好的で、運動量も少なく飼育しやすい犬種である。

## 参考
英語版記事　 21:08, 2 March 2009 変更版